# 임동초등학교
임동초등학교는 대한민국 경상북도 안동시 임동면 중평리에 있는 공립 초등학교다.

## 학교 연혁
- 1920년 7월 1일 설립 인가
- 1921년 1월 14일 임동공립보통학교 개교(4년제, 수곡동 사립협동학교 인수)
- 1938년 4월 1일 임동공립심상소학교로 개칭
- 1941년 4월 1일 임동공립국민학교로 개칭
- 1981년 3월 1일 병설유치원 개원
- 1989년 6월 1일 신축 이전
- 1994년 3월 1일 사월분교장, 고천분교장 통폐합
- 1995년 3월 1일 지양분교장 통폐합
- 1996년 3월 1일 임동초등학교로 교명 변경
- 1996년 3월 1일 동부분교장 통폐합
- 1997년 3월 1일 대성분교장 통폐합
- 2016년 2월 19일 제92회 졸업 (8175명)
- 2016년 3월 1일 제35대 조현주 교장 취임

## 참고 자료
- 임동초등학교 - 한국교육학술정보원 학교알리미